# Vlasta Chramostová
Vlasta Chramostová (* 17. November 1926 in Brünn, Tschechoslowakei; † 6. Oktober 2019 in Prag, Tschechien) war eine tschechische Schauspielerin.

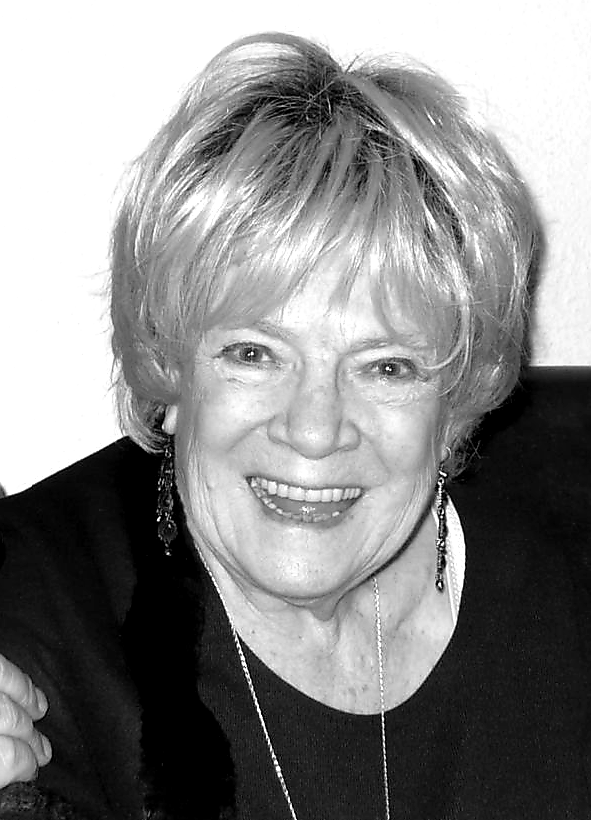
Vlasta Chramostová (2010)

## Leben
Vlasta Chramostová war das älteste von fünf Kindern. Ihr Vater war der Elektroingenieur Vladimír Chramost.
Vlasta Chramostová wuchs in Skryje bei Rouchovany auf. Das Dorf Skryje wurde 1976 für den Bau des Kernkraftwerks Dukovany umgesiedelt und aufgegeben. Vlasta Chramostová studierte von 1941 bis 1945 bei Rudolf Walter und Zdeňek Gräfov am staatlichen Konservatorium in Brünn.
Bereits während des Studiums trat sie ab 1943 an den Kammerspielen Brünn auf. Als im Protektorat Böhmen und Mähren das Theater 1944 schlossen, beteiligte sie sich an Vorstellungen in Privatwohnungen. Nach der Befreiung spielte sie 1945 und 1946 am Mährischen Theater Olmütz und von 1946 bis 1950 am Nationaltheater Brünn. Danach trat sie 20 Jahre lang in Prag am Divadlo na Vinohradech auf. Von 1949 bis 1969 spielte sie außerdem in 25 Filmen und Fernsehserien mit.
1968 erfolgte die militärische Niederschlagung des Prager Frühlings durch die Truppen der Sowjetunion, Polens, Ungarns und Bulgariens. Bei den darauf folgenden repressiven Maßnahmen wurde die Freiheit der Künste stark eingeschränkt.
1969 wurde Vlasta Chramostová das Auftreten vor der Kamera verboten und ab 1972 jegliche künstlerische Tätigkeit.
1977 gehörte sie zu den ersten Unterzeichnern der Charta 77. Von 1976 bis 1980 betrieb sie ein Wohntheater, bei dem in privaten Wohnungen Theaterstücke aufgeführt wurden. Im Januar 1989 nahm sie an einer Gedenkveranstaltung für Jan Palach teil und wurde dafür zu einer Haftstrafe verurteilt.
Nach der Samtenen Revolution im November 1989 wurde Vlasta Chramostová zum Ehrenmitglied des Národní divadlo in Prag ernannt. Sie trat dann dort noch in vielen Rollen auf, bis sie 2010 ihre Berufstätigkeit auf eigenen Wunsch beendete. Außerdem spielte sie in verschiedenen Fernsehfilmen mit.

## Auszeichnungen
Für den tschechischen Filmpreis Český lev nominiert wurde Vlasta Chramostová 1998 für ihre Rolle im Film Der Bastard muss sterben (Je třeba zabít Sekala) als beste Hauptdarstellerin und 1999 für die Rolle in Kuře melancholik als beste Nebendarstellerin.
1989 wurde ihr der Paul Lauritzen Freedom Award verliehen als Anerkennung für ihre Bemühungen um die Einhaltung der Menschenrechte in der Tschechoslowakei.
1998 verlieh ihr Präsident Václav Havel den Tomáš-Garrigue-Masaryk-Orden 3. Klasse.
2003 erhielt sie den Preis der tschechischen Film- und Fernsehakademie für ihre Rolle im Fernsehfilm P.F. 77.
2007 erhielt sie den Thalia-Preis (Cena Thálie) der tschechischen Schauspieler-Gewerkschaft (Herecká asociace) für ihren lebenslangen Beitrag zum Theater.

## Privatleben
1950 heiratete Vlasta Chramostová ihren ersten Mann Bohumil Pavlinec, einen Redakteur beim Tschechoslowakischen Rundfunk in Brünn. Ihr Trauzeuge war Otto Šling, der zwei Jahre später im stalinistischen Slánský-Prozess zum Tode verurteilt und hingerichtet wurde. Nach ihrer Scheidung von Pavlinec lebte sie mit dem Brünner Bildhauer Konrad Babraj zusammen.
Mit ihm hatte sie einen Sohn, der jedoch bereits mit vier Jahren bei einem Autounfall ums Leben kam.
1971 heiratete sie den Kameramann Stanislav Milota und lebte mit ihm bis zu seinem Tod im Januar 2019 zusammen.

## Beziehungen zum Geheimdienst
Von 1962 bis 1968 war Vlasta Chramostová Mitglied der Kommunistischen Partei der Tschechoslowakei. Außerdem arbeitete sie in ihrer Jugend für die Staatssicherheit der Tschechoslowakei (Státní bezpečnost, StB). In ihren später aufgeschriebenen Lebenserinnerungen charakterisierte sie dies als für sie schwer zu ertragene Dummheit und Sünde, die sie ihr Leben lang gut machen müsse.

## Werke
Vlasta Chramostová schrieb ihre Memoiren. Diese erschienen 1999 und 2018 in zwei Bänden:
- Byl to můj osud. Na přeskáčku I., Verlag Academia, 2018, ISBN 978-80-200-2816-7
- Byl to můj osud. Na přeskáčku II., Verlag Academia, 2018, ISBN 978-80-200-2817-4

## Rollen

### Theater
- Anna Karenina
- Maria Stuart
- Der Widerspenstigen Zähmung
- 1970: Dalskabáty, ein sündiges Dorf oder der vergessene Teufel, Divadlo na Vinohradech
- 1971: Oidipús Antigone – Regie Otomar Krejča, Divadlo za branou
- 1972: Racek – Regie Otomar Krejča, Divadlo za branou
- 1973: Mutter Courage und ihre Kinder, Západočeské divadlo, Cheb
- 1979: Macbeth – Regie Pavel Kohout, Wohntheater
- 1983: Zpráva o pohřbívání v Čechách – Regie František Pavlíček, Wohntheater
- 1999: Zyanid um fünf, Divadlo Kolowrat

### Film
- 1949: Die große Gelegenheit (Velká příležitost)
- 1950: Past – Regie: Martin Frič
- 1955: Rudá záře nad Kladnem – Regie: Josef Mach
- 1963: Wenn der Kater kommt (Až přijde kocour) – Regie: Vojtěch Jasný
- 1965: Bílá paní – Regie: Zdeněk Podskalský
- 1968: Objížďka – Regie: Josef Mach
- 1968: Der Leichenverbrenner (Spalovač mrtvol) – Regie: Juraj Herz
- 1997: Der Bastard muss sterben (Je třeba zabít Sekala) – Regie: Vladimír Michálek
- 1999: Kuře melancholik – Regie: Jaroslav Brabec
- 2003: P.F. 77 – Regie: Jaroslav Brabec
- 2005: Paralelní portrét – Regie: Jaroslav Brabec
- 2011: Odcházení – Regie: Václav Havel